# Sadhana Tattva

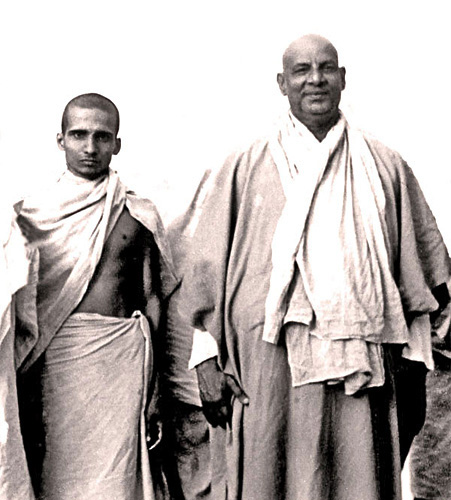
Suami Shivananda (el hombre alto de la derecha) con su joven discípulo Krisnananda.

Sadhana Tattva, or the Science of Seven Cultures for Quick Evolution of the Human Being (en español: Sadhana tattva o la ciencia de los siete cultivos para la rápida evolución del ser humano) es una obra breve escrita en inglés por el escritor indio Swami Sivananda (1887-1963) en fecha desconocida.
El término sánscrito sadhana-tattva significa ‘elementos de la práctica espiritual’.

## Contenido
A continuación se presenta el texto completo, traducido del inglés.

### Introducción
- Una onza de práctica es mejor que toneladas de teoría. Practica religión y filosofía en tu vida diaria y así te realizarás.
- Estas treinta y dos instrucciones dan la esencia de la religión eterna (sanatana dharma) en su forma definitiva. Son aplicables para padres de familia con apretado horario de trabajo. Aplícalas a tu conveniencia y aumenta su duración gradualmente.
- Al principio toma solamente algunas resoluciones que puedan practicarse, que constituirán un pequeño pero definitivo avance sobre tus hábitos y carácter. En caso de enfermedad, presión en el trabajo o compromisos ineludibles remplaza tu activa práctica espiritual por el frecuente pensamiento en Dios.

### Cultivo de la salud
- Come moderadamente.
- Toma alimentos livianos y sencillos.
- Antes de comer, ofrece la comida a Dios.
- Ten una dieta balanceada.
- Evita las comidas picantes como chiles, ajos, cebollas, etc.
- Evita también el té, café, cigarrillo, carne y vino.
- Ayuna en los días de ayuno o cada quince días, toma leche, frutas o raíces solamente.
- Práctica ssanas de yoga (ejercicios de hatha yoga) o ejercicio físico por 15 a 30 minutos todos los días.
- Realiza una larga caminata o juega diariamente algún juego vigoroso.

### Cultivo de la energía
- Observa silencio (mauna) por 2 horas diariamente y de 4 a 8 horas los domingos.
- Observa el celibato de acuerdo a tu edad y circunstancias.
- Restringe la indulgencia a una vez por mes. Disminúyela a una vez por año. Finalmente toma un voto de abstinencia de por vida.

### Cultivo de la ética
- Habla la verdad.
- Habla poco.
- Habla amablemente.
- Habla con dulzura.
- No ofendas a nadie en pensamiento, palabra u obra.
- Sé amable con todos.
- Sé sincero, correcto y de corazón abierto en tus conversaciones y tratos.
- Sé honesto.
- Gana con el sudor de tu frente.
- No aceptes ningún dinero, cosas o favores a menos que hayan sido legítimamente ganados.
- Controla los arranques de ira mediante serenidad, paciencia, amor, misericordia y tolerancia.
- Olvida y perdona.
- Adáptate a los hombres y a los eventos.

### Cultivo de la voluntad
- Vive sin azúcar por una semana o un mes.
- Deja la sal los domingos.
- Deja las novelas, el cine y los clubes.
- Escapa de las malas compañías.
- Evita las discusiones con los materialistas.
- No te mezcles con personas que no tienen fe en Dios o que critican tu sadhana (práctica espiritual).
- Corta tus deseos.
- Reduce tus posesiones.
- Ten una vida plena y grandes pensamientos.

### Cultivo del corazón
- Hacer bien a los otros es la religión suprema.
- Realiza algún servicio desinteresado por algunas horas cada semana, sin egoísmo y sin esperar recompensa.
- Realiza tus obligaciones con el mismo espíritu.
- El trabajo es valioso. Ofrécelo a Dios.
- Da entre el 2 y el 10 por ciento de tus ingresos para la caridad cada mes.
- Comparte lo que tienes con otros.
- Deja que el mundo sea tu familia.
- Elimina el egoísmo.
- Sé humilde y póstrate mentalmente ante todos los seres.
- Siente la presencia divina en todo lugar.
- Deja la vanidad, el orgullo y la hipocresía.
- Ten fe inquebrantable en Dios, la Bhagavad-gītā y tu gurú.
- Entrégate totalmente a Dios y reza: “Señor que se haga tu voluntad; yo no quiero nada”.
- Sométete a la voluntad divina en todos los eventos y acontecimientos con ecuanimidad.
- Mira a Dios en todos los seres y ámalos como a ti mismo.
- No odies a nadie.
- Recuerda a Dios todo el tiempo o, por lo menos al levantarte de la cama, durante una pausa en el trabajo y antes de ir a la cama.
- Conserva un yapa mala en tu bolsillo.

### Cultivo de la psique
- Estudia un capítulo, o de diez a veinticinco versos del Bhagavad-gītā o de las santas escrituras atentamente, todos los días.
- Aprende el lenguaje original de las santas escrituras, por lo menos como para comprenderlas en la versión original.
- Memoriza porciones importantes e inspiradoras de tus sagradas escrituras de acuerdo a tu capacidad.
- Memoriza también partes inspiradoras de otros libros espirituales.
- Conserva una versión de bolsillo de tus Sagradas Escrituras contigo todo el tiempo.
- Lee el Ramaiana, la Biblia, el Corán, el Bhágavat-purana, las Upanishád, el Yoga Vasishtha u otros libros religiosos, sin fallar.
- Estudia más en los días festivos.
- Asiste a encuentros espirituales y busca sat-sanga (compañía de santos) en cada oportunidad.
- En todo caso crea las oportunidades.
- Escucha los discursos espirituales de la gente formada y santa.
- Si es posible organiza estos encuentros los domingos o feriados.
- Visita un templo o lugar de adoración diariamente.
- Mejor si lo haces al ir y al volver del trabajo, aunque sólo sea por cinco o diez minutos.
- Pasa los feriados y días de descanso, cuando sea posible, en la compañía de santos o practica sadhana en lugares apacibles y santos.

### Cultivo del espíritu
- Ve temprano a la cama.
- Despiértate a las cuatro en punto.
- Responde a los llamados de la naturaleza, lávate la boca y toma un baño.
- Recita algunas oraciones y canta canciones devotas.
- Temprano en la mañana, practica pranayama (ejercicios respiratorios), japa (repetición del nombre divino de Dios) y meditación.
- Siéntate en padma-asana, siddha-ásana o sukha ásana sin moverte, mediante una práctica gradual.
- Mientras meditas olvídate totalmente del mundo exterior.
- Aumenta gradualmente el periodo de meditación.
- Di las oraciones diarias de tu religión.
- No falles en el cumplimiento de tus deberes.
- Escribe tu mantra favorito o el nombre de Dios en un cuaderno por diez a treinta minutos diarios.
- Canta los nombres de Dios (kirtan) y reza por media o una hora en la noche con familiares y amigos.
- Toma decisiones anuales sobre las líneas precedentes.
- Regularidad, tenacidad y flexibilidad son esenciales.
- Graba tu sadhana en un diario espiritual.
- Revísalo cada mes y corrige tus errores.